# Pallacanestro Brindisi 1982-1983
La Pallacanestro Brindisi 1982-1983, sponsorizzata Bartolini Trasporti prende parte al campionato italiano di Serie A2 pallacanestro. Sedici squadre in un girone unico nazionale. La Pallacanestro Brindisi con 19V e 11P, 2675 p realizzati e 2626 subiti, giunge 5ª, ad un soffio dalla promozione nella Serie A1.

## Storia
Con la retrocessione in A2 ritorna a guidare la squadra Coach Elio Pentassuglia, con lui giungono la guardia tiratrice Carlo Spillare dalla Reyer Venezia, l'ala Marco Martin dalla Squibb Cantù e dalla Tognana Monopoli il pivot Giuseppe Natali e l'ala Vito Grattagliano, a completare l'organico i giovani Vito Lepore dall'Atletico Potenza, Alessandro Santoro dal Carmine Mesagne e Rocco Casalvieri dalla Pallacanestro Latina. In uscita Gianni Campanaro sarà ceduto alla Cida Sangiorgese, Alessandro Goti e Sergio Sarra torneranno nelle rispettive società di appartenenza per fine del prestito, Massimo Vitali alla Rivestoni Bari e Pietro Zarcone alla Buen Cafè Brindisi. Come secondo straniero al posto di Cliff Pondexter verrà scelto Jim Grady ala di 2,04 m proveniente dal campionato austriaco.Tiratore scelto della stagione sarà Otis Howard con 869 punti in 30 partite, seguito da Claudio Malagoli con 597 p. in 27 p. e da Jim Grady con 443 p. in 30 p. A livello juniores la Bartolini Brindisi raggiunge le finali nazionali a Messina vinte dalla Ford Cantù e giunge quinta battendo il Billy Milano per 86-78.

## Roster
| Pallacanestro Brindisi 1982/1983 | Pallacanestro Brindisi 1982/1983 |
| Giocatori                        | Staff tecnico                    |
| -------------------------------- | -------------------------------- |

| N. | Naz.                   | Ruolo | Nome                | Anno | Alt.   | Peso |  |
| -- | ---------------------- | ----- | ------------------- | ---- | ------ | ---- |  |
| 5  | Italia (bandiera)      | AG    | Vito Grattagliano   | 1965 | 200 cm |      |  |
| 6  | Italia (bandiera)      | P     | Francesco Fischetto | 1961 | 175 cm |      |  |
| 7  | Italia (bandiera)      | AG    | Giuseppe Cavaliere  | 1963 | 202 cm |      |  |
| 8  | Italia (bandiera)      | PG    | Alessandro Santoro  | 1965 | 184 cm |      |  |
| 10 | Italia (bandiera)      | P     | Gianfranco Patera   | 1960 | 175 cm |      |  |
| 11 | Italia (bandiera)      | A     | Marco Martin        | 1964 | 200 cm |      |  |
| 14 | Italia (bandiera)      | A     | Carmine Spinosa ()  | 1959 | 196 cm |      |  |
| 15 | Italia (bandiera)      | G     | Carlo Spillare      | 1955 | 195 cm |      |  |
| 16 | Italia (bandiera)      | C     | Giuseppe Natali     | 1961 | 205 cm |      |  |
| 18 | Stati Uniti (bandiera) | C     | Otis Howard         | 1956 | 204 cm |      |  |
| 19 | Stati Uniti (bandiera) | A     | Jim Grady           | 1956 | 203 cm |      |  |
| 20 | Italia (bandiera)      | A     | Claudio Malagoli    | 1951 | 202 cm |      |  |

| Allenatore                             |
| - Elio Pentassuglia                    |
| Assistente/i                           |
| - Angelo Ciracì Legenda - (C) Capitano |

## Risultati

### Andata
| Arbitri: | Pallonetto (Napoli) Giordano (Napoli) |

|                                  |            |                                |
| Grady 19, Malagoli 18, Howard 14 | Punti      | Jura 24, Kupec 22, Natalini 16 |
| Fischetto 4                      | Assist     | Giommi 4                       |
| Howard 12                        | Rimbalzi   | Jura 13                        |
| Elio Pentassuglia                | Allenatori | Carlo Recalcati                |

| Arbitri: | Gorlato (Udine) Butà (Udine) |

|                                       |            |                                     |
| Grochowalski 22, Fabris 16, Hunger 15 | Punti      | Howard 24, Malagoli 24, Spillare 14 |
| D'Agostini 3                          | Assist     | Fischetto 3                         |
| Hunger 14                             | Rimbalzi   | Howard 20                           |
| Nicola Salerni                        | Allenatori | Elio Pentassuglia                   |

| Arbitri: | Maurizi (Bologna) Pigozzi (Bologna) |

|                                     |            |                                   |
| Malagoli 27, Howard 20, Spillare 16 | Punti      | Thomas 38, Polloni 30, Claudio 21 |
| Grady 3                             | Assist     | Thomas 3                          |
| Howard 12                           | Rimbalzi   | Cima 10                           |
| Elio Pentassuglia                   | Allenatori | Giuseppe Guerrieri                |

| Arbitri: | Garibotti (Chiavari) Marchis (Torino) |

|                                      |            |                                     |
| Howard 30, Malagoli 22, Fischetto 16 | Punti      | Robinson 27, Gibson 19, Tombolato 9 |
| Spillare, Grady, Malagoli 2          | Assist     |                                     |
| Grady 16                             | Rimbalzi   | Gibson 8                            |
| Elio Pentassuglia                    | Allenatori | Claudio Vandoni                     |

| Arbitri: | Vitolo (Pisa) Bernardini (Livorno) |

|                                   |            |                                  |
| Ebeling 29, Jordan 16, Panzini 10 | Punti      | Howard 25, Malagoli 24, Grady 15 |
| Sang 2                            | Assist     | Grady 4                          |
| Jordan 14                         | Rimbalzi   | Howard 11                        |
| Marco Calamai                     | Allenatori | Elio Pentassuglia                |

| Arbitri: | Bartolini (Grosseto) Duranti (Pisa) |

|                                   |            |                                  |
| Brown 16, Sforza 15, Sojourner 12 | Punti      | Howard 30, Grady 16, Malagoli 16 |
| Ciaralli 2                        | Assist     | Fischetto 4                      |
| Dordei 11                         | Rimbalzi   | Howard 16                        |
| Tony Santi                        | Allenatori | Elio Pentassuglia                |

| Arbitri: | Zeppilli (Roseto) Bellisari (Roseto) |

|                                  |            |                                 |
| Howard 29, Malagoli 24, Grady 15 | Punti      | Collins 23, Simms 17, Terenzi 8 |
| Grady, Spillare, Howard 3        | Assist     | Simms 2                         |
| Howard 21                        | Rimbalzi   | Simms 14                        |
| Elio Pentassuglia                | Allenatori | Paolo Rossi                     |

| Arbitri: | Martolini (Roma) Grotti (Pineto) |

|                                     |            |                                |
| Valentine 22, Hardy 20, Lamperti 14 | Punti      | Howard 27, Grady 16, Martin 14 |
| Lamperti 4                          | Assist     |                                |
| Hardy 15                            | Rimbalzi   | Howard 13                      |
| Massimo Mangano                     | Allenatori | Elio Pentassuglia              |

| Arbitri: | Bianchi (Roma) Guglielmo (Messina) |

|                                    |            |                               |
| Malagoli 38, Howard 32, Spillare 8 | Punti      | Oscar 36, Slaunic 28, Ricci 8 |
| Fischetto 5                        | Assist     | Oscar, Slaunic 2              |
| Grady 16                           | Rimbalzi   | Oscar 12                      |
| Elio Pentassuglia                  | Allenatori | Bogdan Tanjević               |

| Arbitri: | Tallone (Varese) Pelliccioli (Bergamo) |

|                                     |            |                                       |
| Howard 45, Malagoli 29, Spillare 12 | Punti      | Quercia 29, Pondexter 26, Speicher 14 |
| Fischetto, Grady 4                  | Assist     |                                       |
| Howard 15                           | Rimbalzi   | Speicher, Pondexter 9                 |
| Elio Pentassuglia                   | Allenatori | Bruno Boero                           |

| Arbitri: | Garibotti (Torino) Marchis (Torino) |

|                                    |            |                                  |
| Bouie 30, Hackett 20, Montecchi 20 | Punti      | Howard 27, Grady 18, Malagoli 16 |
|                                    | Assist     | Grady 2                          |
| Bouie 19                           | Rimbalzi   | Howard 13                        |
| Gianni Zappi                       | Allenatori | Elio Pentassuglia                |

| Arbitri: | Filippone (Roma) Nappi (Roma) |

|                                    |            |                                         |
| Howard 42, Malagoli 28, Spinosa 12 | Punti      | Shelton 22, Griffin 22, Francescatto 16 |
| Spinosa, Malagoli 4                | Assist     | Cordella 4                              |
| Howard 19                          | Rimbalzi   | Shelton 14                              |
| Elio Pentassuglia                  | Allenatori | Giancarlo Asteo                         |

| Arbitri: | Maggiore (Roma) Rosi (Roma) |

|                                 |            |                                      |
| Bucci 23, Bantom 20, Bechini 16 | Punti      | Howard 22, Malagoli 16, Fischetto 12 |
| Antonio Zorzi                   | Allenatori | Elio Pentassuglia                    |

| Arbitri: | Casamassima (Cantù) Paronelli (Varese) |

|                                  |            |                                  |
| Solomon 30, Marietta 24, Forti 8 | Punti      | Howard 33, Grady 20, Spillare 12 |
| Gianfranco Lombardi              | Allenatori | Elio Pentassuglia                |

| Arbitri: | Martolini (Roma) Petrosillo (Roma) |

|                                  |            |                                   |
| Howard 30, Malagoli 26, Grady 22 | Punti      | Johnson 36, Woods 22, Sbaragli 12 |
| Grady 6                          | Assist     |                                   |
| Howard 15                        | Rimbalzi   | Woods 9                           |
| Elio Pentassuglia                | Allenatori | Arnaldo Taurisano                 |

### Ritorno
| Arbitri: | Gorlato (Udine) Bollettini (Venezia) |

|                                |            |                                  |
| Jura 37, Natalini 20, Kupec 13 | Punti      | Spillare 24, Howard 23, Grady 18 |
|                                | Assist     | Howard, Grady 2                  |
| Jura 13                        | Rimbalzi   | Howard 17                        |
| Carlo Recalcati                | Allenatori | Elio Pentassuglia                |

| Arbitri: | Cazzaro (Venezia) Zanettini (Vicenza) |

|                                |            |                                       |
| Howard 26, Grady 16, Martin 14 | Punti      | Grochowalski 20, Chones 18, Fabris 16 |
| Grady 3                        | Assist     | Giorgi 3                              |
| Howard 13                      | Rimbalzi   | Chones 10                             |
| Elio Pentassuglia              | Allenatori | Nico Messina                          |

| Arbitri: | Baldini (Firenze) Bartolini (Grosseto) |

|                                  |            |                                  |
| Thomas 34, Ross 30, Cafarelli 14 | Punti      | Howard 39, Malagoli 35, Grady 17 |
| Cafarelli 2                      | Assist     | Grady 2                          |
| Thomas 15                        | Rimbalzi   | Howard 13                        |
| Giuseppe Guerrieri               | Allenatori | Elio Pentassuglia                |

| Arbitri: | Di Lella (Roma) Martolini (Roma) |

|                                      |            |                                |
| Robinson 36, Gibson 25, Tombolato 18 | Punti      | Howard 21, Grady 19, Martin 13 |
| Tombolato 2                          | Assist     |                                |
| Gibson 18                            | Rimbalzi   | Howard 11                      |
| Claudio Vandoni                      | Allenatori | Elio Pentassuglia              |

| Arbitri: | Tallone (Varese) Campera (Genova) |

|                                      |            |                                  |
| Howard 28, Spillare 18, Fischetto 16 | Punti      | Ebeling 26, Jordan 14, Monari 14 |
| Grady 7                              | Assist     | Jordan 3                         |
| Grady 11                             | Rimbalzi   | Ebeling 11                       |
| Elio Pentassuglia                    | Allenatori | Marco Calamai                    |

| Arbitri: | Pigozzi (Bologna) Maurizzi (Bologna) |

|                                    |            |                                      |
| Howard 38, Malagoli 20, Spinosa 14 | Punti      | Giansanti 22, Brown 21, Sojourner 14 |
| Grady 6                            | Assist     | Ciaralli 4                           |
| Howard 13                          | Rimbalzi   | Sojourner 9                          |
| Elio Pentassuglia                  | Allenatori | Tony Santi                           |

| Arbitri: | Salmoiraghi (Castellanza) Pellizzoli (Bergamo) |

|                                   |            |                                  |
| Cecchini 22, Collins 20, Simms 16 | Punti      | Howard 38, Malagoli 13, Grady 10 |
| Benatti 3                         | Assist     |                                  |
| Simms 15                          | Rimbalzi   | Howard 13                        |
| Paolo Rossi                       | Allenatori | Elio Pentassuglia                |

| Arbitri: | Dal Fiume (Imola) Rotondo (Bologna) |

|                                 |            |                                   |
| Howard 29, Grady 28, Malagoli 8 | Punti      | Valentine 34, Hardy 14, Caneva 10 |
| Fischetto 4                     | Assist     |                                   |
| Grady 13                        | Rimbalzi   | Hardy 14                          |
| Elio Pentassuglia               | Allenatori | Massimo Mangano                   |

| Arbitri: | Pigozzi (Bologna) Maurizzi (Bologna) |

|                                  |            |                                  |
| Oscar 28, Carraro 28, Slavnic 27 | Punti      | Howard 32, Malagoli 30, Grady 14 |
| Slavnic 7                        | Assist     | Fischetto 3                      |
| Oscar 10                         | Rimbalzi   | Howard 21                        |
| Bogdan Tanjević                  | Allenatori | Elio Pentassuglia                |

| Arbitri: | Pinto (Roma) Teofili (Roma) |

|                                      |            |                                      |
| Pondexter 40, Quercia 20, Speicher 9 | Punti      | Howard 37, Spillare 18, Fischetto 14 |
|                                      | Assist     | Spillare 3                           |
| Speicher 13                          | Rimbalzi   | Howard, Grady 12                     |
| Bruno Boero                          | Allenatori | Elio Pentassuglia                    |

| Arbitri: | Maggiore (Roma) Grotti (Pineto) |

|                                  |            |                                      |
| Howard 38, Malagoli 32, Grady 15 | Punti      | Rustichelli 24, Bouie 22, Hackett 20 |
| Grady 5                          | Assist     |                                      |
| Howard 12                        | Rimbalzi   | Hackett 14                           |
| Elio Pentassuglia                | Allenatori | Gianni Zappi                         |

| Arbitri: | Vitolo (Pisa) Duranti (Pisa) |

|                                         |            |                                     |
| Griffin 36, Shelton 26, Francescatto 17 | Punti      | Malagoli 32, Howard 26, Spillare 10 |
| Francescatto, Griffin 2                 | Assist     | Grady 3                             |
| Andreani 9                              | Rimbalzi   | Howard, Grady 12                    |
| Giancarlo Asteo                         | Allenatori | Elio Pentassuglia                   |

| Arbitri: | Gorlato (Udine) Zanon (Venezia) |

|                                      |            |                                  |
| Malagoli 32, Howard 19, Fischetto 13 | Punti      | Bantom 29, Bucci 17, Cagnazzo 15 |
|                                      | Assist     | Visigalli 2                      |
| Howard 15                            | Rimbalzi   | Bantom, Cagnazzo 11              |
| Elio Pentassuglia                    | Allenatori | Antonio Zorzi                    |

| Arbitri: | Bianchi (Roma) Maggiore (Roma) |

|                                  |            |                                  |
| Malagoli 24, Grady 13, Howard 10 | Punti      | Solomon 28, Housy 16, Marietta 8 |
| Fischetto 3                      | Assist     | Marietta 4                       |
| Howard 13                        | Rimbalzi   | Solomon 11                       |
| Elio Pentassuglia                | Allenatori | Gianfranco Lombardi              |

| Arbitri: | Zanon (Venezia) Cazzaro (Vicenza) |

|                                    |            |                                  |
| Woods 31, Johnson 27, Antonelli 22 | Punti      | Howard 33, Malagoli 17, Grady 16 |
| Johnson, Pepe 3                    | Assist     | Fischetto 3                      |
| Antonelli 14                       | Rimbalzi   | Howard 15                        |
| Arnaldo Taurisano                  | Allenatori | Elio Pentassuglia                |

### Statistiche di squadra
| Competizione | Punti | In casa | In casa | In casa | In casa | In casa | In trasferta | In trasferta | In trasferta | In trasferta | In trasferta | Totale | Totale | Totale | Totale | Totale | Totale |
| Competizione | Punti | G       | V       | P       | PF      | PS      | G            | V            | P            | PF           | PS           | G      | V      | P      | PF     | PS     | DIF    |
| ------------ | ----- | ------- | ------- | ------- | ------- | ------- | ------------ | ------------ | ------------ | ------------ | ------------ | ------ | ------ | ------ | ------ | ------ | ------ |
| Serie A/2    | 38    | 15      | 13      | 2       | 1369    | 1273    | 15           | 6            | 9            | 1306         | 1353         | 30     | 19     | 11     | 2675   | 2626   | +49    |

### Statistiche dei giocatori
| Giocatore           | Generali | Generali | Generali | Generali | Tiri liberi | Tiri liberi | Tiri liberi | Tiri da sotto | Tiri da sotto | Tiri da sotto | Tiri da fuori | Tiri da fuori | Tiri da fuori | Tiri Totale | Tiri Totale | Tiri Totale | Rimbalzi | Rimbalzi | Rimbalzi | Palle | Palle | Stoppate | Stoppate | Val    | Medie | Medie |
| Giocatore           | PG       | PTI      | MIN      | AS       | Rea         | Ten         | %           | Rea           | Ten           | %             | Rea           | Ten           | %             | Rea         | Ten         | %           | Dif      | Off      | Tot      | Per   | Rec   | Dat      | Sub      | Totale | Pun   | Val   |
| ------------------- | -------- | -------- | -------- | -------- | ----------- | ----------- | ----------- | ------------- | ------------- | ------------- | ------------- | ------------- | ------------- | ----------- | ----------- | ----------- | -------- | -------- | -------- | ----- | ----- | -------- | -------- | ------ | ----- | ----- |
| O.Howard            | 30       | 869      | 1192     | 30       | 145         | 248         | 58,5        | 337           | 497           | 67,8          | 25            | 70            | 35,7          | 362         | 567         | 63,8        | 254      | 156      | 410      | 127   | 77    | 25       | 19       | 957    | 29,0  | 31,9  |
| C.Malagoli          | 27       | 597      | 987      | 23       | 61          | 80          | 76,3        | 76            | 127           | 59,8          | 192           | 395           | 48,6          | 268         | 522         | 51,3        | 58       | 25       | 83       | 56    | 25    | 10       | 16       | 393    | 22,1  | 14,6  |
| Jim Grady           | 30       | 443      | 1172     | 67       | 45          | 73          | 61,6        | 106           | 183           | 57,9          | 93            | 188           | 49,5          | 199         | 371         | 53,6        | 203      | 79       | 282      | 77    | 61    | 36       | 10       | 602    | 14,8  | 20,1  |
| Francesco Fischetto | 30       | 238      | 1121     | 68       | 48          | 70          | 68,6        | 44            | 75            | 58,7          | 51            | 108           | 47,2          | 95          | 183         | 51,9        | 75       | 12       | 87       | 75    | 87    | 0        | 5        | 290    | 7,9   | 9,7   |
| Carlo Spillare      | 30       | 226      | 504      | 21       | 10          | 15          | 66,7        | 13            | 20            | 65,0          | 95            | 182           | 52,2          | 108         | 202         | 53,5        | 26       | 2        | 28       | 27    | 15    | 2        | 3        | 163    | 7,5   | 5,4   |
| Carmine Spinosa     | 29       | 170      | 624      | 18       | 22          | 35          | 62,9        | 43            | 69            | 62,3          | 31            | 88            | 35,2          | 74          | 157         | 47,1        | 38       | 14       | 52       | 44    | 27    | 2        | 14       | 115    | 5,9   | 4     |
| M. Martin           | 28       | 103      | 216      | 1        | 17          | 26          | 65,4        | 19            | 36            | 52,8          | 24            | 53            | 45,3          | 43          | 89          | 48,3        | 8        | 15       | 23       | 18    | 4     | 0        | 3        | 55     | 3,7   | 2,0   |
| Giuseppe Cavaliere  | 30       | 24       | 160      | 0        | 2           | 2           | 100,0       | 9             | 22            | 40,9          | 2             | 8             | 25,0          | 11          | 30          | 36,7        | 11       | 6        | 17       | 3     | 8     | 1        | 1        | 27     | 0,8   | 0,9   |
| Giuseppe Natali     | 30       | 3        | 3        | 0        | 1           | 2           | 50,0        | 1             | 1             | 100,0         | 0             | 1             | 0             | 1           | 2           | 50,0        | 1        | 0        | 1        | 2     | 0     | 0        | 0        | 0      | 0,1   | 0     |
| Gianfranco Patera   | 29       | 2        | 71       | 7        | 0           | 0           | 0           | 0             | 1             | 0             | 1             | 7             | 14,3          | 1           | 8           | 12,5        | 1        | 0        | 1        | 6     | 6     | 0        | 0        | 3      | 0,1   | 0,1   |
| A. Santoro          | 3        | 0        | 0        | 0        | 0           | 0           | 0           | 0             | 0             | 0             | 0             | 0             | 0             | 0           | 0           | 0           | 0        | 0        | 0        | 0     | 0     | 0        | 0        | 0      | 0     | 0     |
| Vito Lepore         | 2        | 0        | 0        | 0        | 0           | 0           | 0           | 0             | 0             | 0             | 0             | 0             | 0             | 0           | 0           | 0           | 0        | 0        | 0        | 0     | 0     | 0        | 0        | 0      | 0     | 0     |
| Vito Grattagliano   | 1        | 0        | 0        | 0        | 0           | 0           | 0           | 0             | 0             | 0             | 0             | 0             | 0             | 0           | 0           | 0           | 0        | 0        | 0        | 0     | 0     | 0        | 0        | 0      | 0     | 0     |
| Squadra             | 0        | 0        | 0        | 0        | 0           | 0           | 0           | 0             | 0             | 0             | 0             | 0             | 0             | 0           | 0           | 0           | 42       | 142      | 184      | 11    | 171   | 0        | 0        | 344    | 0     | 0     |
| TOTALE SQUADRA      | 30       | 2675     | 6050     | 235      | 351         | 551         | 63,7        | 648           | 1031          | 62,9          | 514           | 1100          | 46,7          | 1162        | 2131        | 54,5        | 717      | 451      | 1168     | 446   | 481   | 76       | 71       | 2949   | 89,2  | 98,3  |

## Fonti
La Gazzetta del Mezzogiorno edizione 1982-83
Superbasket edizione 1982-83